# أنقرة (اسم)
انقرة (اسم)

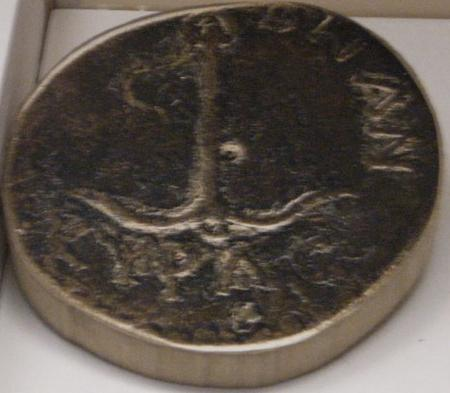
العملات النقدية Ankyra من فترة امبراطور روما غالينوس عكس اسطورة التي جاءت من سفينة انقرة.

أخذت انقرة أسماء عديدة علي مدار التاريخ. وقد سميت المدينة بالمراسي وهي باللاتينية Ἄγκυρα وتقرأ باليونانية Anküra أنكيورا، في فترات الفريج، والغلاطية، والروميين، والفترات الكلاسكية للعصر الهيلينستي، والإمبراطورية البيزنطية. هذا الاسم يكتب بالأبجدية اللاتينية في المصادر الغربية.
أنقيرا، أو أنجيرا. وفي المصادر العربية كانت تسمى ببلد السلاسل، أو معمورية، أو معمورية الثلاثة. وقد استخدم العرب كلمة أنكيورا وهي مأخوذة من أدبيات اللغة يونانية. وحاول الأتراك الذين ذهبوا إليها من الأناضول تغير الاسم إلى انقرة أو انجورو، وكانت تنطق أيضاً في اللهجات الغربية أنجورا. وقد أُضيف علي كلمة انجورو في اللغة عربية عدة حروف لتصبح انجوريا. وقد تغير اسم انقرة تبعاً للدول التي وقعت تحت سيطرتها، حيث يظهر الاسم الرسمي على القطع النقدية المسكوكة، وعلي هذا فقد سُميت انقرة في فترة سلاجقة الروم، وسُميت انجورو وانجوريا في فترة الدولة الإلخانية، وفي فترة الدولة العثمانية سُميت بانقرة وانجورو. وفي فترة العثمانين واعتباراً من القرن السادس عشر أصبح الاسم الرسمي للمدينة هو انقره، على الرغم من استخدام الناس لكلمة انجورو لقرون عديدة، وأما الغرب فاستمر باستخدام كلمة أنجورا. وبعد تأسيس الجمهورية التركية تم انهاء استخدام الأسماء الأخرى وانتشر اسم انقرة عالميا.

## فترة الحيثين وما قبلها
على الرغم من أن أسماء هذه المواقع الأثرية المختلفة التي يعود تاريخها إلى الحضارة الحثية هو معروف في جميع أنحاء انقرة والإصدارات السابقة.

## فريجيا
كانت مدينة انقرة ذات اهمية في عهد الفرنج.ويقع الملك على الطريق الذاهب إلى الامبراطورية الفارسية، وفي عام333 قبل الميلاد كان اسكندر الاكبر عندما جاء إلى الحرب مع داريوس الثالث لاخذ مكان السجلات الذي يمر من انقرة.
طبقاً إلى المؤرخ باوسانياس بأن الملك ميداس هو الذي شيد مدينة انقرة، اسم انقرة جاءه بمعنى سفينة مرساه.
ملك الفرنج ميداس الذي وجد قطعة من الحديد ومصدر الاسم الذي اعطاه لانقرة من اللغة يونانيةواللغة اليونانية بمعنى مرساه ويقول الملك ميداس احُتفظ في معبد زيوس بالمرساة المعطاة إلى اسم المدينة.
في النصف القرن الثانى كان يعيش الليدين وفقاٍ للراحلة باوسانياس عندما قدم معلومات حول الاستقرار في الاناضول غلاطية وتكلم أيضاً عن انقرة وقام بتأسيس مدينة انقرة ابن غورديوس ميداس. وكان يروى تلك المدينة للفرنج.تعنى اسم المدينة مرساه في اللغة اليونانية واللاتينية وكان يجب العمل من اجل التوضيح وفقاً إلى باوسانياس. وجد ميداس سفينة مرساه حتى فترة حكمهم قائلا انه مُختبئ في معبد زيوس كوكب المشترى إلى ان يسعى حتى يعطى معنى وراء اسم المدينة.
اعتبارا من القرن الثانى تزخرف المرساة فوق العملات النقدية. في النص السابق ذكِر اسم باوسانياس مرة أخرى معروف مع اسم مصدر ميداس وتقارير عن موارد المائية مكتوبة على قصص في مدينة انقرة.
وها هو الغلاطيين اخذوا مدينة انقرة.

## غلاطية
في القرن السادس المؤرح البيزنطى Stephanos Byzantinos ، في القرن الثانى قبل الميلاد في قاموس الجغرافيا اعطى معلومات متعلقة بمؤسسة انقرة استناداً إلى Aphrodisias'lı Apollonius .
طبقاً إلى هذه المعلومات في عام 278 قبل الميلاد جاء غلاطية إلى الاناضول، دخل الملك البنطس مع Mitridat إلى حرب ضد مصر واخذوا سفن المصريين وحين مصيرهم ضربهم إلى البحر ويحضرون إلى وطنهم سوياً وثيقة النصر المراسى. غلاطية، هذا النجاح جعلهم يضعوا معنى المراسى إلى انقرة وايضا تم إنشاء اسم المدينة على الأراضي. في انقرة عام 239 أو 240 قبل الميلاد الإمبراطور السلوقية حدث تصادم بين سلوقس الثاني واخيه Antiokus كما مر تاريخ معركة انقرة.

## الامبراطورية الرومانية
كلت من القبائل Tektosaglar ، في القرن الأول قبل الميلاد، دخلت انقرة تحت حكم الرومانين لكن فيما بعد نقلت إلى يد Tektosaglar . في 25 قبل الميلاد وجدت انقرة بأن جاء رسمياً إلى غلاطية بان الامبراطورية رومانية خالية المكان. المؤرخ سترابو قال "قلعة انقره تابعة إلى Tektosaglar . تحمل نفس الاسم مع مدينة Phryg لتمديد إلى ليديا حول "Blaudos "(يوجد أن من انفرة في جاتيا، وايضاً في فريجيا)

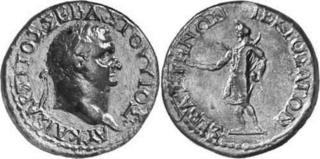
كتب Sebastenon Tektosago) ΣΕΒΑΣΤΗΝΩΝ ΤΕΚΤΟΣΑΓΩΝ) في العملات النقدية التي طُبعت في فترة تيتوس امبراطور روما (79-81)

### القاب انقرة
كيف يمكن أن انقرة يطلق عليها من العبارات التي طُبعت في العملات النقدية في انقرة. في السنوات الغزو الرومانى لم تشهد في العملات النقدية اسم انقرة. بعد غزو غلاطية، المصلح الرسمى لروما هو koinon ، كان يعنى انه اتفاق، كانت انقرة مدينة كبيرة ولم يكن أيضاً هذا التعريف الرسمى koinon. بعد فترة طُبعت العملات النقدية في انقرة لكن كان يُكتب عليها ΚΟΙΝΟΝ ΓΑΛΑΤΙΑΣ أو Galatya Koinon'u) ΤΟ ΚΟΙΝΟΝ ΓΑΛΑΤΩΝ). من بعد ما كانت دولة روما رسمياً لغلاطية أصبحت انقرة هي الدولة، تم تكريم Sebaste في عهد اغسطس وهو ما يعنى احترامها. واعطت نفس الاسم الفخرى أيضاً إلى مدينتى غلاطية هما Pessinus و Tavium واخذت عبارة Sebastenon Tektosagon) ΣΕΒΑΣΤΗΝΩΝ ΤΕΚΤΟΣΑΓΩΝ) مكان في العملات النقدية التي طُبعت في اثره ومن اجل انقرة الحق بهذه الجزيرة Tectosagon (كان صاحب هذه المدينة Galat boyunun). لم تكتب انقرة على الرغم من لم تكتب Sebastene Tektosages في العملات النقدية التي طُبعت عام 80 بعد الميلاد، حيث كانت انقرة ليس (مدينة) بولس. لكن في القرن التالى فازت انقرة باهمية متزايدة وفي هذه الحالة استطاع بان يتضح أيضاً بان تُطبع اسم المدينة في العملات النقدية.

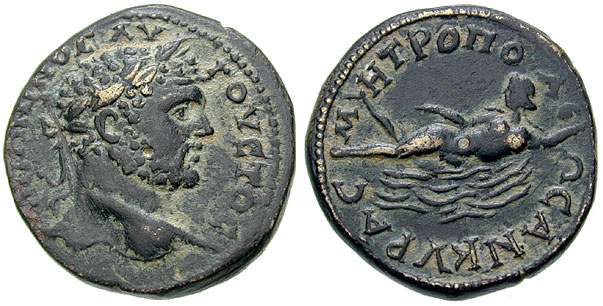
كتب (MHTPOΠOΛEΩC ANKYPAC (Metropolis Ankyras, yani Ankara Metropolisi في العملات النقدية التي طبعت في فترة امبراطور روما كاراكلا (79-81)

اعطى نيرون (54-68) لقب Metropolis إلى انقرة. وهذا، على أن يعمل اعلان في كتابات معبد أغسطس في العملات النقدية.
وجدت عبارة
Metropoleos Ankyras, Ankyra Metropolisi) MHTPOΠOΛEΩC ANKYPAC) أو
Metropolis tes Galatias, Galatların Metropolisi) MHTPOΠOΛIC THC ΓAΛATIAC)
أنطونيوس بيوسفي الوجه الخلفى في العملات النقدية كانت طُبعت في فترة بدءاً من فترة (مAntoninus Pius (138-161 حتى فترة غالينوس (إمبراطور) . 
مدينة انقرة في ما بين عامى 211-217 كان الإمبراطور كاراكلا شديد الإحسان ولهذا السبب في فترته أخذ لقب Antoniniana . على سبيل المثال ميدالية ΑΝΤΩΝΕΙΝΙΑΝΗ ΑΝΚΥΡΑ ΜΕΤΡΟ للكاتب ([Antoniniana Ankyra Metro [polis).
بالإضافة إلى انقرة في عهد Caracalla أخذ أيضاً لقب "Neokoros . "Neokoros هو رجل دينى مسؤول عن كل المعابد الولاية، هذا الدينى قام رجال الامبراطورية بتوليته وظيفة اله، وكانوا يطلقوا Neokoros على المعابد التي انشأت في المدن باسم الإمبراطور.
وكان Neokoros مصدر احترام المرء لنفسه من اجل المدينة. في عهد غالينوس (إمبراطور) يبدو كان مكتوب BN 
(bis neokoros للمره الثانية neokoros) على العملات النقدية ومن اجل اظهار Neokoros للمرة الثانية في العملات النقدية للمدينة.

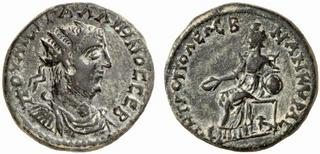
كتب (MHTPOΠOΛEΩC ANKYPAC (Metropolis Ankyras, yani Ankara Metropolisi في العملات النقدية التي طبعت في فترة (253-268) غالينوس امبراطور روما

### ملاحظات المسافرين أو الحجاج

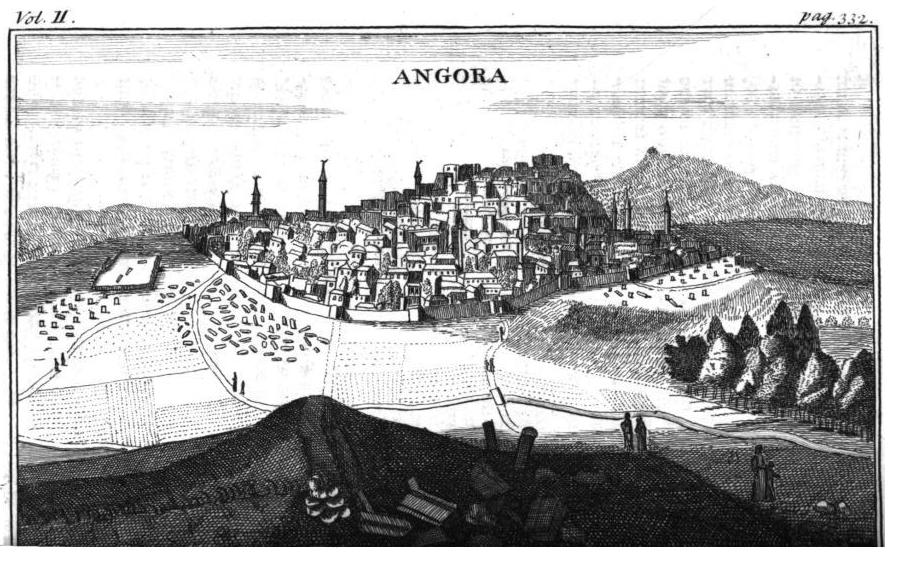
الرحالة الفرنسى وعالم النبات جوزف بيتون دوتورنفور في كتاب سياحت نامة بتاريخ 1717 ودعا رسمياً مدينة انقرة "Angora".

### قعر بحيرة بايكال نهر عنجرة

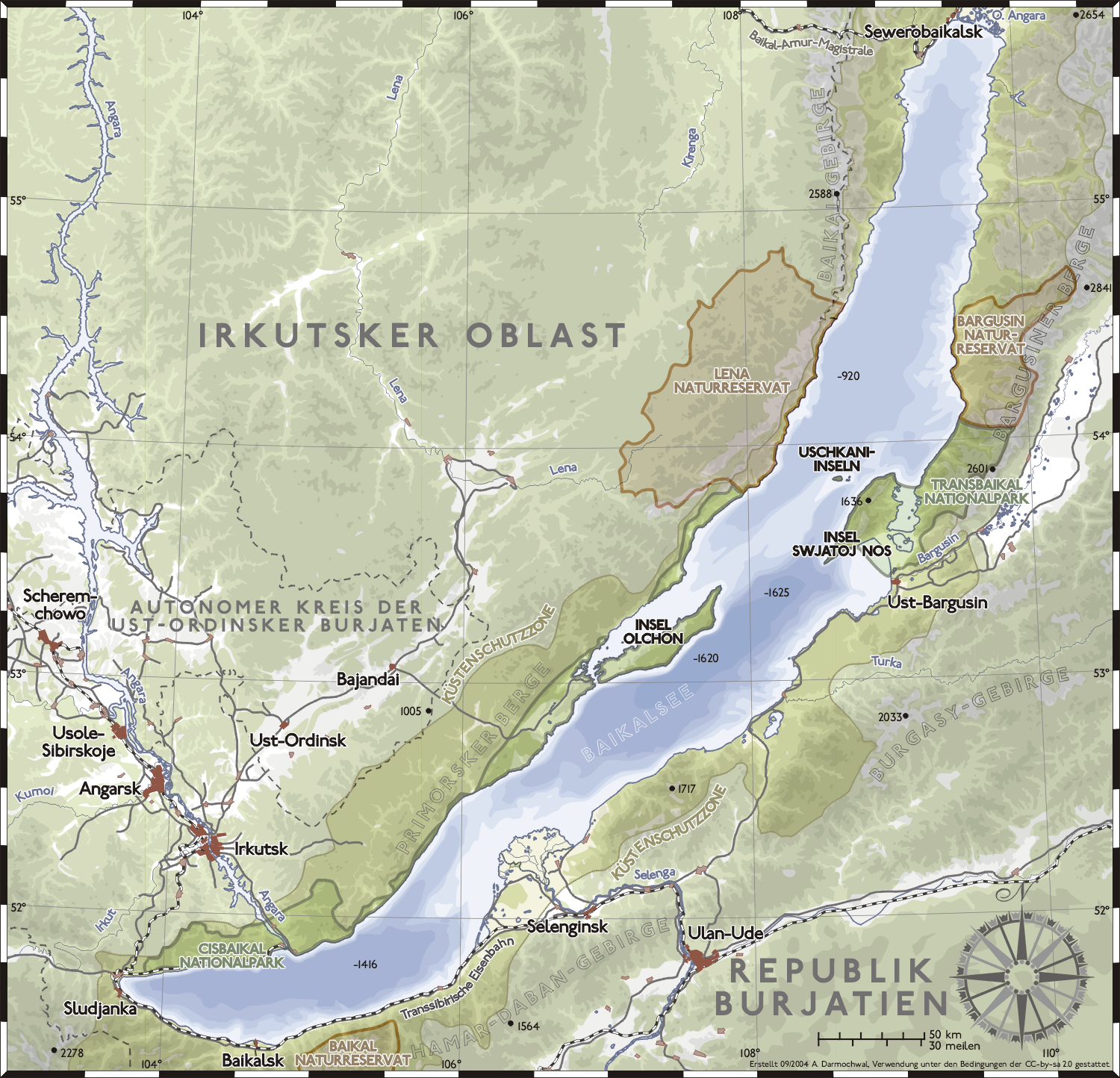
بحيرة بايكال. نهر انجرا وغرب الجنوب بحيرة انجارسك

### النطق والحروف
Ἄγκυρα هي كلمة كلاسيكية تُقرأ 'Anküra' بالنطق اليونانى، وتتغير في كوينه والبيزنطية في اللغة اليونانية إلى 'Ankira'. (اما في اللغة اليونانية الحديثة تُقرا 'Angyira') وعمل كتابة اللغة من الحروف اليونانية إلى الحروف اللاتينية وإذا تكتب Ancyra في بعض المصادر وتُكتب أيضاً Ankyra في بعض المصادر الغربية.
كانت تُكتب اسم المدينة Ancyra في المصادر اللاتينية الكلاسيكية وتنطق 'Ankira' وتتحول إلى 'Ansira'
في نطق في أنواع اللغات الرومانسية واللغة الاتينية السوقية. ومع ذلك حُفظ الحرف k في كلمات اللغة اليونانية القديمة السابقة إلى اللغة الألمانية، وعلى هذا تقُرا Ankyra انقرة 'Ankira'.

## المصادر العربية

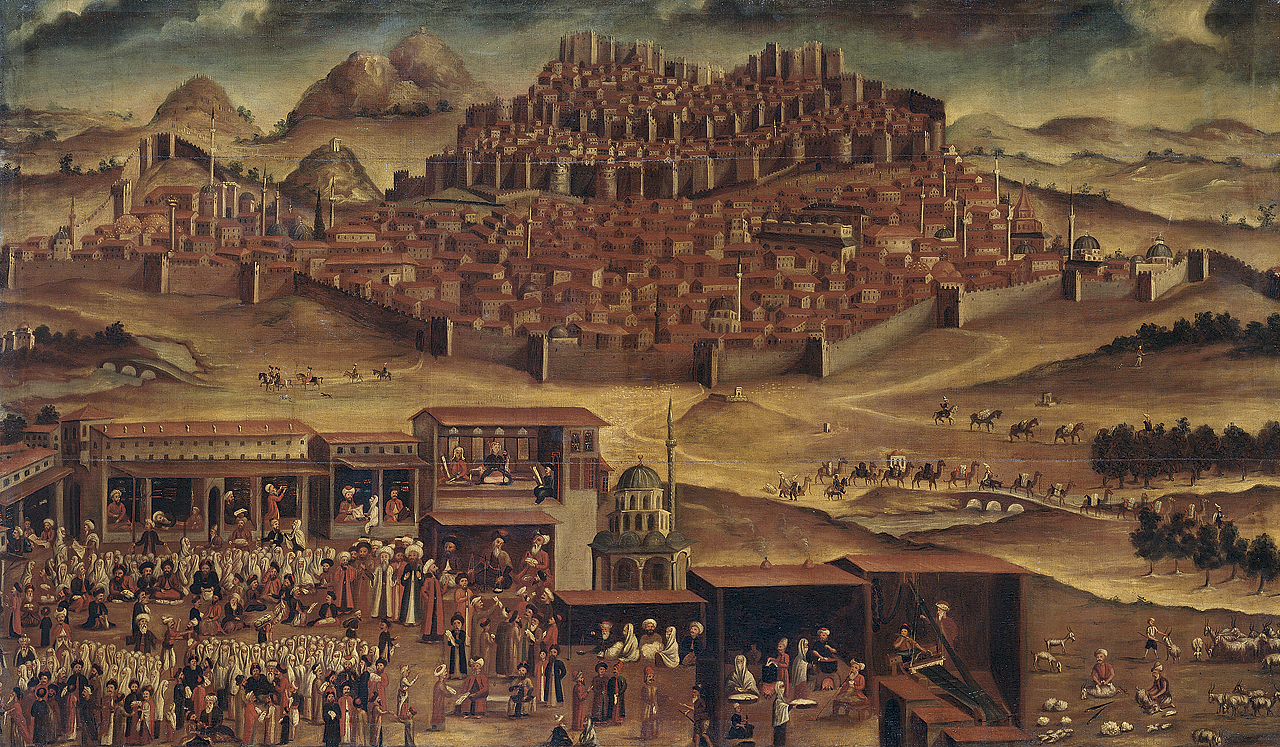
تُعرف قلعة انقرة "Kal'at üs-Selâsil" أو قلعة سلاسل

## الدولة السلجوقية الكبرى

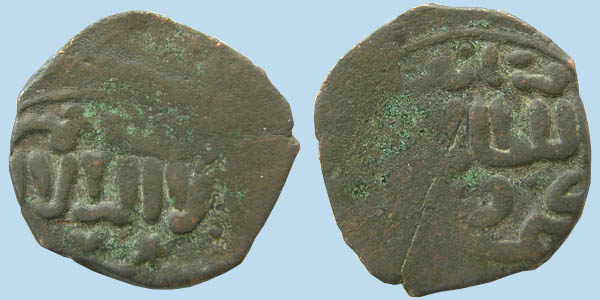
من فترة كيخسرو الثانى (1237_1243) كانت العملة المعدنية في الوجه الامامى "كلمة من قبل توحيد حمص" وفى الوجه الخلفى "ES-SULTAN'ÜL ... KEYHÜSREV" دُمغ على النقود في انقرة "DURİBE Bİ-ANKARA"

## الدولة الالخانية

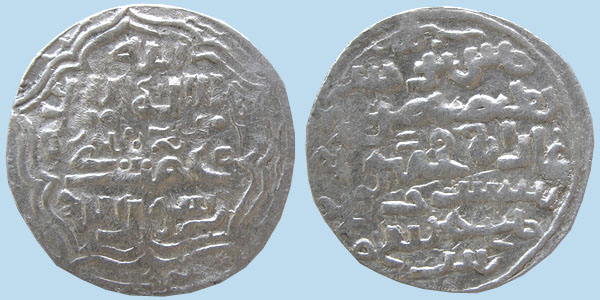
طُبعت النقود في Engür من قبل محمود غازان (1295_1304) من حكم ايلخانية فكان في الوجه الامامى " كلمة _توحيد" وفى الوسط "DURİBE ENGÜR" (طبعت في Engür) من قبل "TİS'A TİS'İN" وفى الخلف "TEGRİİN KUCUNDUR GAZAN MAHMUD DELEDKEGÜLÜK SEN"

### العملات النقدية في انقرة

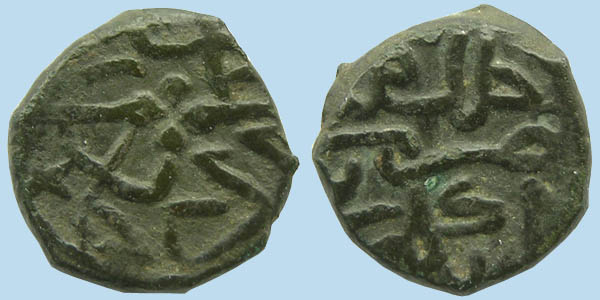
كتب في الوجه الامامى " "محمد ابن مراد" وفى الوجه الخلفى "HULLİDE MÜLKUHU DURİBE ENGÜRİYE"

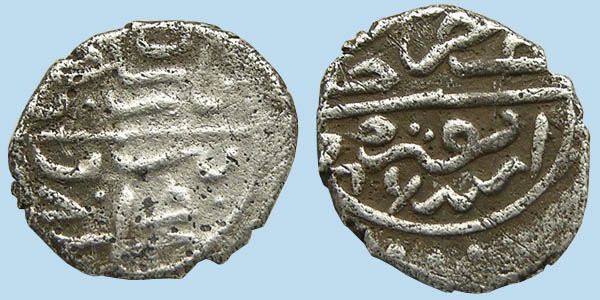
كٌتب في الوجه الامامى "سلطان بايزيد ابن محمد" وفى الوجه الخلفى "AZZE NASRUHU DURİBE انقره عام886"